# 간첩선

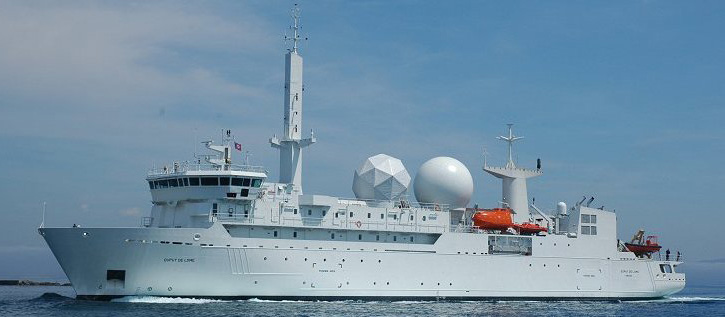

간첩선(間諜船)은 간첩들이 간첩활동을 할 때 사용되는 선박이다.
간첩선은 비밀리에 활동하며 간첩활동을 하는 선박이므로 다른 종류의 선박과 크게 다르지 않게 건조되어 외형상 다른 종류의 선박과 전혀 식별이 안된다.
따라서 일부러 간첩선을 따로 건조하는 일보다 주로 어선을 간첩선으로 이용하는데 어선이 흔한 선박이고 고기잡이 하기 위해 바다에서 항해하는 범위가 다양하므로 의심이 적기 때문이다.

## 같이 보기
- 일본 순시선 괴선박 격침 사건